# ヴィクトリア・タワー
ヴィクトリア・タワー（英語 : Victoria Tower ）とは、イギリスのロンドンに位置するウェストミンスター宮殿付属の塔のことである。同宮殿に付属するエリザベス・タワー (96.3 m)よりも高く、同宮殿の建物の中で最大のものでもある。

## 概要
元々ウェストミンスター宮殿には、同塔にあたる建築物は存在していなかったが、1834年の大火で宮殿の大半が焼失したため、その再建工事の一環として建設された。設計はディテールをオーガスタス・ピュージンが、立面計画などはチャールズ・バリーが担当した。
1843年に時の英国女王ヴィクトリアにより礎石が置かれ、1860年に完成。当初はキング・タワー (The Kings Tower)の名称が付けられていたが、1897年頃に現在の名に変更されている。